# Harold Nattrass
Harold Nattrass (Seaham, 1897. július 14. – Sunderland, 1974. szeptember 21.) angol nemzetközi labdarúgó-játékvezető. Ismert neve Harold Harry Nattrass Nally. Polgári foglalkozása bányász.

## Pályafutása

### Nemzeti játékvezetés
A játékvezetői vizsgát megszerezve gyorsan haladt a szamárlétrán. Sportvezetőinek javaslatára 1933-ban lett az I. Liga játékvezetője. A második világháború utáni első bajnokság hivatalnoka. Az aktív nemzeti játékvezetéstől 1947-ben vonult vissza.

#### Nemzeti kupamérkőzések
Vezetett Kupa-döntők száma: 1.

##### FA  Kupa
| Időpont           | Helyszín                | Mérkőzés típusa | Mérkőzés                 | Eredmény | Nézők száma |
| ----------------- | ----------------------- | --------------- | ------------------------ | -------- | ----------- |
| 1936. április 25. | Wembley Stadion, London | döntő           | Arsenal–Sheffield United | 1 : 0    | 93 384      |

#### Nemzetközi játékvezetés
Az Angol labdarúgó-szövetség Játékvezető Bizottsága (JB) 1935-ben terjesztette fel nemzetközi játékvezetőnek, a Nemzetközi Labdarúgó-szövetség (FIFA) bíróinak keretébe. Több nemzetek közötti válogatott és klubmérkőzést vezetett vagy működő társának partbíróként segített. Az aktív nemzetközi játékvezetéstől 1939-ben búcsúzott. Válogatott mérkőzéseinek száma: 6.

#### Brit Bajnokság
1882-ben az Egyesült Királyság brit tagállamainak négy szövetség úgy döntött, hogy létrehoznak egy évente megrendezésre kerülő bajnokságot egymás között. Az utolsó bajnoki idényt 1983-ban tartották meg.
| Időpont            | Helyszín                           | Mérkőzés típusa | Mérkőzés        | Eredmény |
| ------------------ | ---------------------------------- | --------------- | --------------- | -------- |
| 1935. november 13. | Tynecastle Park Stadion, Edinburgh | csoportmérkőzés | Skócia–Írország | 2 : 1    |
| 1936. március 11.  | Celtic Park Stadion, Belfast       | csoportmérkőzés | Írország–Wales  | 3 : 2    |

## Sportvezetőként
Az aktív játékvezetést befejezve 1960-1970 között a Newcastle United játékosmegfigyelője volt.

## Magyar vonatkozás
| Időpont           | Helyszín                       | Mérkőzés típusa          | Mérkőzés              | Eredmény | Nézők száma |
| ----------------- | ------------------------------ | ------------------------ | --------------------- | -------- | ----------- |
| 1936. december 6. | Dalymount Park Stadion, Dublin | 196. válogatott mérkőzés | Írország–Magyarország | 2 : 3    | 27 000      |
| 1938. december 7. | Ibrox Park Stadion, Glasgow    | 212. válogatott mérkőzés | Skócia–Magyarország   | 3 : 1    | 22 000      |
| 1939. március 19. | Mardyke Stadion, Cork          | 215. válogatott mérkőzés | Írország–Magyarország | 2 : 2    | 12 000      |

## Külső hivatkozások
- Harold Nattrass. World Referee. [2012. szeptember 9-i dátummal az eredetiből archiválva]. (Hozzáférés: 2012. augusztus 19.)
- Harold Nattrass. footballdatabase.eu. (Hozzáférés: 2012. augusztus 19.)
- Harold Nattrass. eu-football.info. (Hozzáférés: 2012. augusztus 19.)

| Elődje: Bert Fogg | FA-kupadöntő 1935–1936 | Utódja: R. G. Rudd |